# Adriana Maldonado López
Adriana Maldonado López (Pamplona, 9 gennaio 1990) è una politica spagnola, eletta europarlamentare alle elezioni europee del 2019. Da allora ha fatto parte della Commissione per il mercato interno e la protezione dei consumatori e anche della Commissione per l'industria, la ricerca e l'energia.

## Biografia
Laureata in economia aziendale, ha studiato all'Università Pública de Navarra. Ha una laurea specialistica in economia internazionale presso l'Università autonoma di Madrid. Ha lavorato come consulente.
È un attivista di PSN-PSOE, un ramo del Partito Socialista Operaio Spagnolo nella comunità autonoma di Navarra. È entrata a far parte delle sue autorità nazionali e nel 2017 è diventata segretaria delle strutture nazionali dell'organizzazione giovanile socialista della Juventudes Socialistas de España per gli affari internazionali. Alle elezioni europee del 2019, ha ottenuto un seggio nella IX legislatura per il PSOE al Parlamento europeo.